# Homer au foyer
Homer au foyer (France) ou Homer joue à la maman (Québec) (Homer Alone) est le 15e épisode de la saison 3 de la série télévisée d'animation Les Simpson.

## Synopsis
Marge ne supporte plus de ne plus avoir un seul moment pour elle à cause de sa famille oppressante. Lorsque Maggie lui renverse son biberon dessus, elle craque et met sa voiture au travers du pont de Springfield et refuse de sortir. Homer arrive sur les lieux après avoir été prévenu par la télévision qui suit l'événement. Il arrive à la convaincre de sortir. Elle s'offre alors un séjour en station thermale pendant quelques jours, laissant Bart et Lisa chez ses sœurs et Maggie à la maison avec Homer